# Bassum

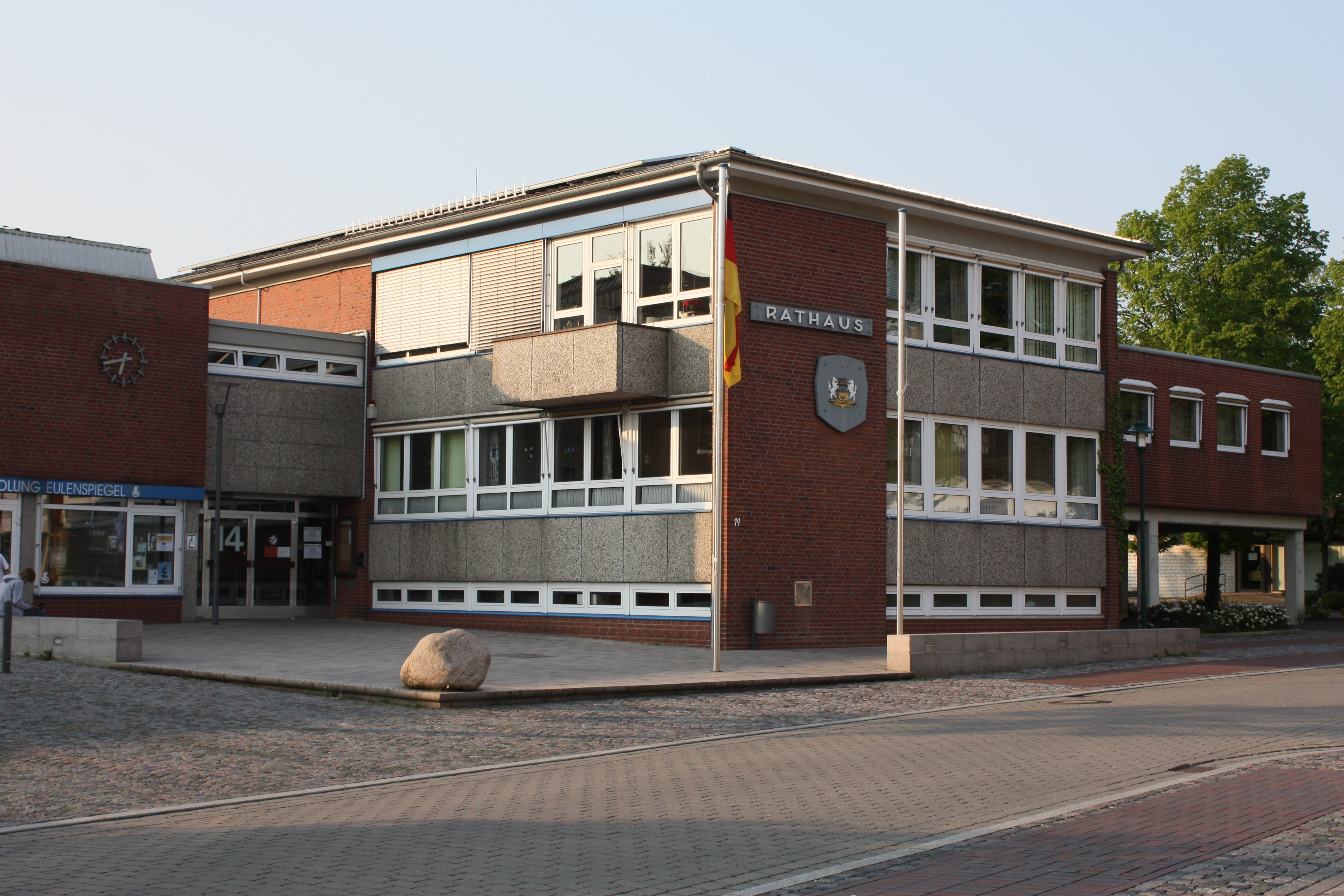
Stadshuset

Bassum är en stad i Landkreis Diepholz i förbundslandet Niedersachsen i Tyskland.